# 泥炭蘚
泥炭蘚（学名：Sphagnum palustre）为泥炭蘚科泥炭蘚屬下的一个种。像这种类型的其他苔藓它可以吸收的水可达自身干重量的30倍，这归功于其弹性螺旋纤维。

## 扩展阅读
- 維基物種上的相關：泥炭蘚